# Jonathan Hivert
Jonathan Hivert, född 23 mars 1985 i Chambray-lès-Tours, är en professionell tävlingscyklist från Frankrike. Hivert blev professionell med Crédit Agricole. Han tävlar för UCI Professional Continental-stallet Skil-Shimano sedan säsongen 2009.

## Amatörkarriär
Under året 2003 slutade Jonathan Hivert trea på nationsmästerskapen i cykelcross bakom Clément Lhotellerie och Nicolas Belot. Han slutade tvåa på nationsmästerskapens linjelopp bakom Mikaël Cherel. Ett år senare slutade han trea på cykelcrossloppet Notre-Dame-d'Oë. Jonathan Hivert slutade på andra plats i U23-tävlingen Paris - Mantes-en-Yvelines under säsongen 2004 bakom Maxime Mederel.

## Professionell karriär
Jonathan Hivert blev professionell med Crédit Agricole inför säsongen 2006. Det dröjde till och med 2008 innan Hivert tog en prispallsplacering i ett lopp. Han vann etapp 1 av Circuit de Lorraine och slutade på andra plats i tävlingens slutställning. I november 2008 tog han, tillsammans med Cédric Barre, tredje platsen på cykelcrosstävlingen Tours-Ile Aucard. 
Crédit Agricole lade ned sitt sponsorskap och stallet efter säsongen 2008 men Jonathan Hivert blev strax därpå kontrakterad av det franska stallet Agritubel. På Paris-Nice 2009 slutade han på andra plats på etapp 4 bakom Christian Vande Velde. På etapp 8 slutade han på fjärde plats av Paris-Nice och i tävlingens slutställning slutade han på åttonde plats bakom Luis León Sánchez, Fränk Schleck, Sylvain Chavanel, Alberto Contador, Antonio Colóm, Jens Voigt och Kevin Seeldraeyers. I Paris-Nice ungdomstävlingen slutade han därför på andra plats bakom Kevin Seeldraeyers, som hade placerat sig en plats framför fransmannen i tävlingens slutställning. På Hel van het Mergelland 2009 slutade fransmannen på en femte plats. I juni tog han andra platsen på prologen av Tour de Luxembourg bakom Grégory Rast. Hivert slutade på sjätte plats i GP de Wallonie i mitten av september 2009.